# Marcel Berthet
Marcel Berthet (Neuilly-sur-Seine, 4 de març de 1888 - Pont-Saint-Pierre, 6 d'abril de 1953) fou un ciclista francès, especialista en la pista. Abans de la Primera Guerra Mundial aconseguí tres vegades el rècord de l'hora.

## El rècord de l'hora

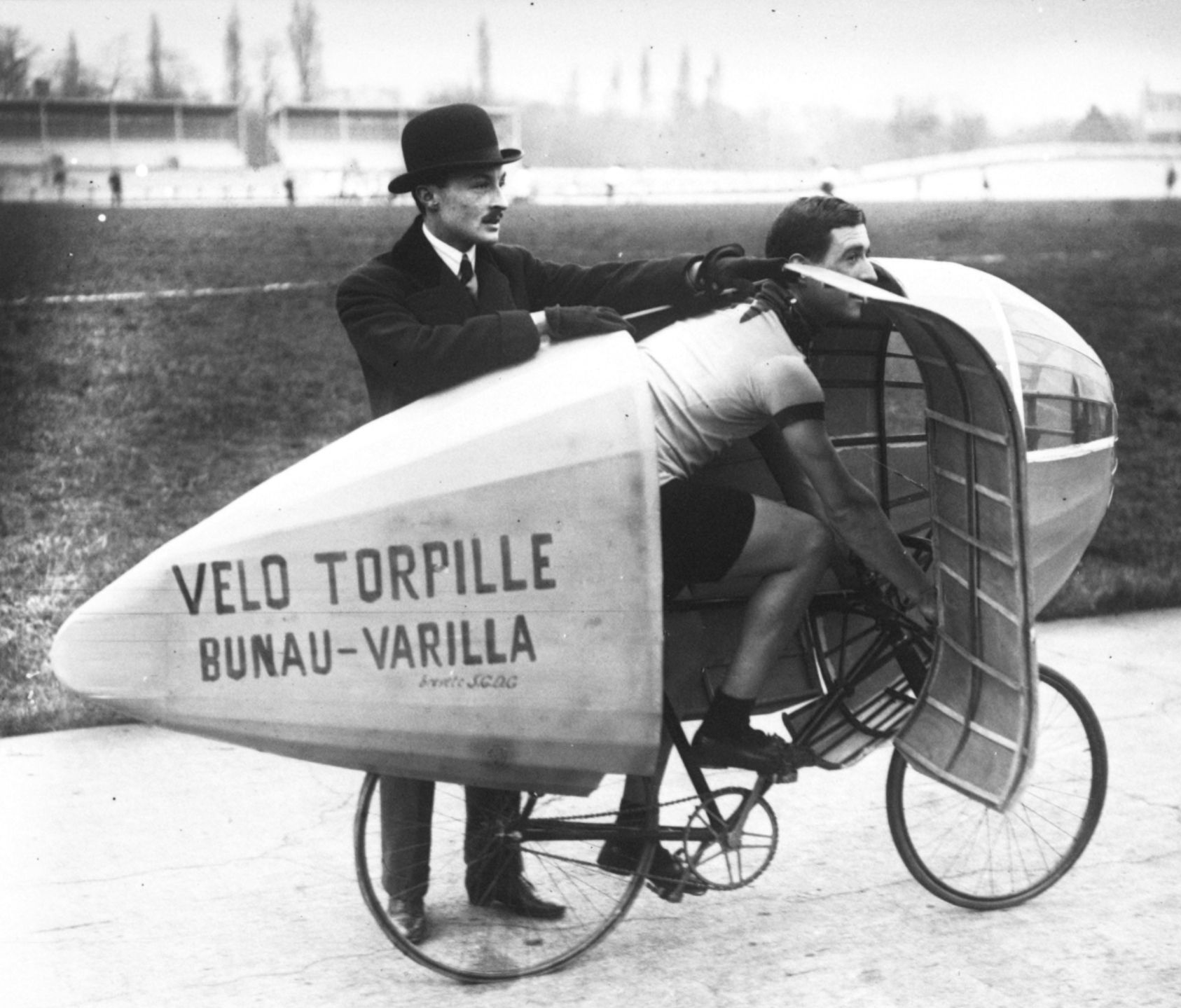
Étienne Bunau-Varilla instal·lant a Marcel Berthet la "vélo torpille"

Entre 1907 i 1914, Berthet i Oscar Egg van millorar el rècord de l'hora sis vegades entre ambdós. Els sis rècords es van assolir al Velòdrom Buffalo de París. La pista era a l'aire lliure, amb 333 m de corda i recoberta de formigó.
La successió de les marques anà de la següent manera:
- 20 de juny de 1907. Marcel Berthet, París: 41,520 km
- 22 d'agost de 1912. Oscar Egg, París: 42,122 km
- 7 d'agost de 1913. Marcel Berthet, París: 42,741 km
- 21 d'agost de 1913. Oscar Egg, París: 43,525 km
- 20 de setembre de 1913. Marcel Berthet, París: 43,775 km
- 18 d'agost de 1914. Oscar Egg, París: 44,247 km

Sols Chris Boardman i Oscar Egg han igualat la proesa de Berthet d'aconseguir el rècord de l'hora tres vegades.

## Palmarès
- 1921
  - 1r dels Sis dies de Brussel·les amb Charles Deruyter
- 1933
  - Rècord de l'hora segons la IHPVA